# 안제이 그라보프스키
안제이 피오트르 그라보프스키(폴란드어: Andrzej Piotr Grabowski, 1952년 3월 15일~)는 폴란드의 배우이자 가수이다.

## 출연 작품
- 스푸어 (2017)
- 저주받은 결혼식 (2015)
- 쿠카 씨의 충고 (2008)
- 스트라이크 (2006)
- 우리는 모두 예수다 (2006)
- 막가는 날 (2002)
- 엣지 오브 더 로드 (2001)